# Massingy-lès-Vitteaux
 Massingy-lès-Vitteaux  es una población y comuna francesa, en la región de Borgoña, departamento de Côte-d'Or, en el distrito de Montbard y cantón de Vitteaux.

## Demografía
| 119 | 131 | 99 | 113 | 112 | 101 |
| Para los censos de 1962 a 1999 la población legal corresponde a la población sin duplicidades (Fuente: INSEE [Consultar]) |     |    |     |     |     |